# 上拉蘭區
上拉蘭區（西班牙語：Distrito de Alto Larán）是秘魯的一個區，位於該國中南部伊卡大區的欽查省，始建於1965年1月29日，面積298.8平方公里，海拔高度137米，2012年人口6,972，人口密度每平方公里23人。